# География Ставропольского края

Степные пустоши у Будённовска.

Ставропольский край расположен в центральной части Предкавказья и на северном склоне Большого Кавказа. Регион протянулся на 285 км с севера на юг и на 370 км с запада на восток.
Ставропольский край — 45-й по площади субъект Российской Федерации. Его площадь — 66160 км², это 0,39 % площади России.

## Рельеф, геология и полезные ископаемые

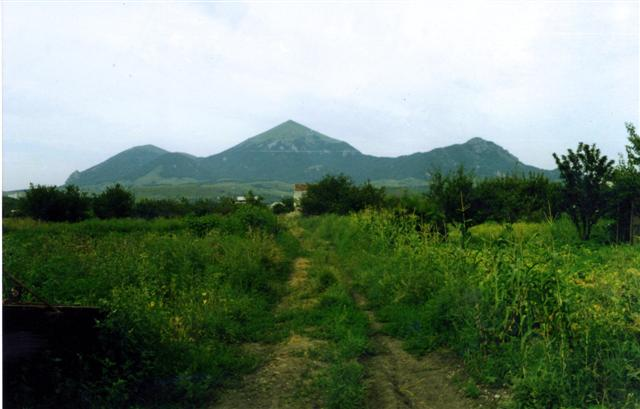
Гора Бештау

Большая часть территории Ставропольского края занята Ставропольской возвышенностью, переходящей на востоке в Терско-Кумскую низменность (Ногайская степь). На севере возвышенность сливается с Кумо-Манычской впадиной. В полосе предгорий выделяется район Кавказских Минеральных Вод с горами-лакколитами высотой до 1401 м (гора Бештау).
Возвышенность на одном из отрогов Кабардинского хребта к югу от Кисловодска и у границы Карачаево-Черкесской Республики имеет абсолютную высоту 1603 метра над уровнем моря — это самая высокая точка Ставропольского края. 27 сентября 2023 года гора получила официальное название — Университетская. До её утверждения высшей точкой считалась гора Верхний Джинал (1542 метра).
Полезные ископаемые — природный газ, нефть, полиметаллы, содержащие уран, строительные материалы. Наиболее известные месторождения: газа — Северо-Ставропольско-Пелагиадинское (запасы около 229 млрд м³) и Сенгилеевское; газового конденсата — Мирненское и Расшеватское; нефти — Прасковейское.
Высок потенциал геотермальных вод края, разведано четыре крупных месторождения: Казьминское, Георгиевское, Терско-Галюгаевское и Нижне-Зеленчукское с общим дебитом в 12 тыс. м³/сут.
Запасы строительного сырья на конец 1990-х: глин для производства кирпича и черепицы — 90 млн м, керамзита — 12 млн м³, силикатных изделий — 125 млн м³, песчано-гравийных материалов — 290 млн м³, строительного камня — 170 млн м³, стекла — 4,6 млн т.
Богатство края — минеральные лечебные воды.

## Климат
Климат края умеренно-континентальный. Средняя температура января — −5°С (в горах до −10 °C), июля — от +22…+25 °C (в горах до +14 °C). Осадков выпадает: на равнине 300—500 мм в год, в предгорьях — свыше 600 мм. Продолжительность вегетационного периода — 180—185 дней. На территории края действуют 13 метеорологических станций Росгидромета.

## Гидрография

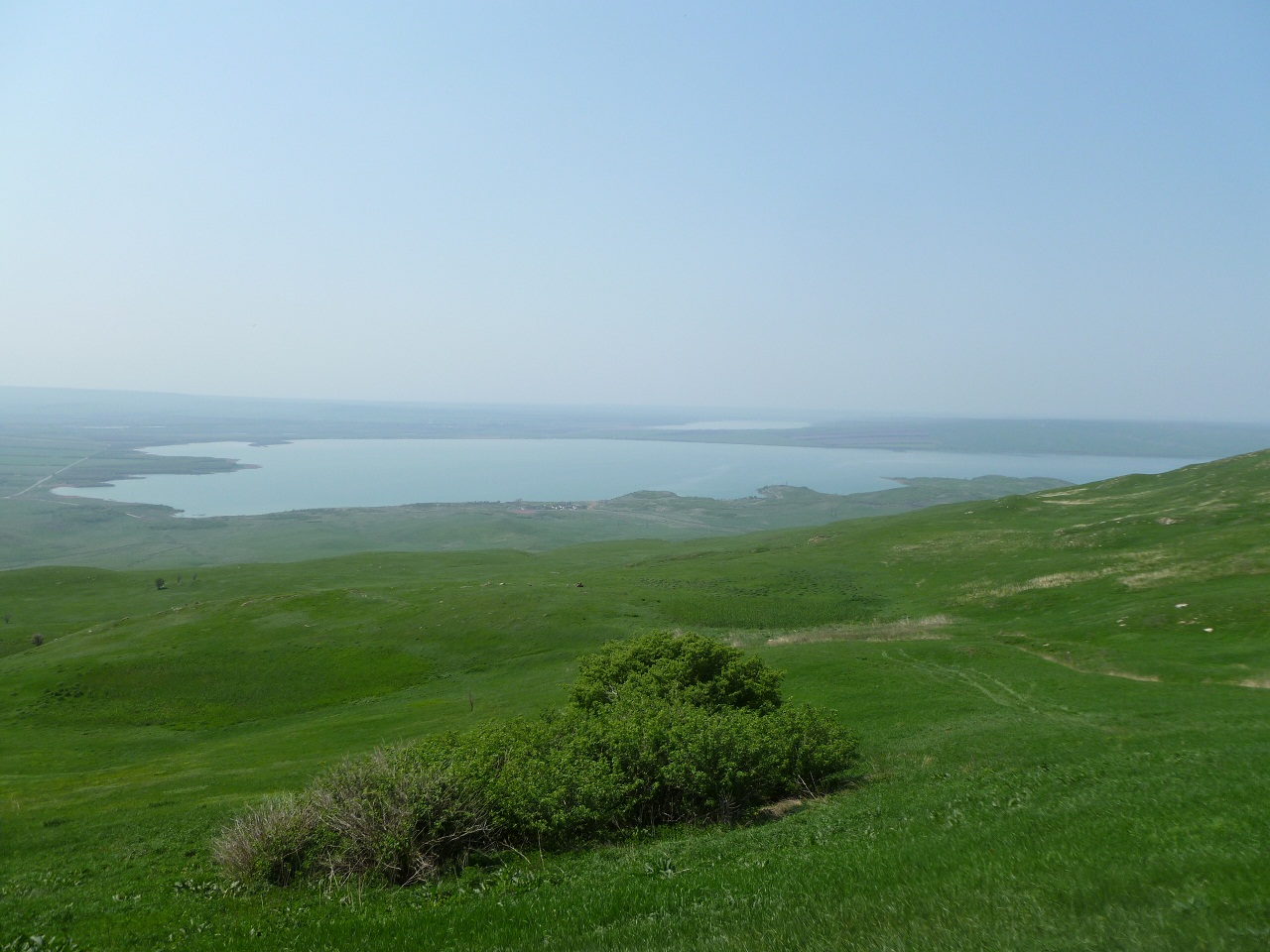
Сенгилеевское водохранилище.

Основные реки — Кубань, Кума с Подкумком, Калаус , Егорлык, Большой Зеленчук, Кура, Маныч и др.
Озёра немногочисленны: Тамбуканское озеро (с запасами лечебной грязи), часть озера Маныч-Гудило, озеро Цаган-Хак, Сенгилеевское водохранилище, Кравцово озеро и др.
Реки и сбросные каналы региона обладают значительным энергетическим потенциалом реализуемым на 2000-е годы в размере до 750 млн кВт·ч/год

## Почвы
Ставропольский край расположен, в основном, в степной и полупустынных зонах. Почвы главным образом чернозёмы (южные и обыкновенные) и каштановые (светлокаштановые, каштановые и тёмнокаштановые). Преобладают разнотравно-злаковые и злаковые степи, на востоке и северо-востоке — полынно-злаковая растительность с солонцами и солончаками. Степи большей частью распаханы.

## Животный и растительный мир
На высоких участках Ставропольской возвышенности — массивы широколиственных дубово-грабовых лесов (участки лесостепи). В степи обитают грызуны (суслики, полёвки, хомяки, тушканчики и др.), встречаются ушастый ёж, ласка, лисица, волк. В плавнях Кумы — камышовая кошка и кабан.
На озёрах и болотах много водоплавающей птицы.